# Maurelle Island
Maurelle Island är en ö i Kanada.   Den ligger i provinsen British Columbia, i den sydvästra delen av landet, 3 700 km väster om huvudstaden Ottawa. Arean är 58 kvadratkilometer.
Terrängen på Maurelle Island är lite kuperad. Öns högsta punkt är 589 meter över havet. Den sträcker sig 10,8 kilometer i nord-sydlig riktning, och 8,7 kilometer i öst-västlig riktning.
I omgivningarna runt Maurelle Island växer i huvudsak barrskog. Trakten runt Maurelle Island är nära nog obefolkad, med mindre än två invånare per kvadratkilometer.